# Max Greenfield
Max Greenfield, född 4 september 1980 i Dobbs Ferry, New York, är en amerikansk skådespelare. Greenfield är bland annat känd för rollen som Schmidt i TV-serien New Girl. Han har även haft återkommande roller i TV-serier som Ugly Betty och Veronica Mars.
Vid Emmy-galan 2012 nominerades Greenfield i kategorin Bästa manliga biroll i en komediserie. Vid Golden Globe-galan 2013 nominerades han till pris i kategorin Bästa manliga biroll i en TV-serie.

## Filmografi i urval
- 2005–2007 – Veronica Mars (TV-serie)
- 2007–2008 – Ugly Betty (TV-serie)
- 2010 – Castle (TV-serie)
- 2011–2015 – New Girl (TV-serie)
- 2014 – Veronica Mars
- 2015 – American Horror Story: Hotel
- 2015 – The Big Short
- 2019 – What Men Want
- 2020 – Promising Young Woman
- 2025 – Running Point (TV-serie)